# Baghdadite
La baghdadite è un minerale.